# Präsidentschaftswahl in den Vereinigten Staaten 1800
Bei der Präsidentschaftswahl 1800 in den Vereinigten Staaten, manchmal auch als die Revolution von 1800 bezeichnet, besiegte Thomas Jefferson mit seinem designierten Vizepräsidenten Aaron Burr den amtierenden Präsidenten John Adams. Es begann eine neue politische Epoche, die durch die Erstarkung der Demokratisch-Republikanischen Partei und die Auflösung der Föderalistischen Partei geprägt war.
Jeffersons Sieg beendete einen aggressiven Präsidentschaftswahlkampf. Eine der Folgen dieser Verfassungskrise war die Verabschiedung des 12. Zusatzartikels zur Verfassung im Jahr 1804 mit der Bestimmung, dass die Wahlmänner nun getrennt für den Präsidenten und Vizepräsidenten abstimmen. Der Fall Marbury v. Madison vor dem Obersten Gerichtshof der Vereinigten Staaten war auch direkt eine Folge des Ausgangs dieser Wahl.

## Nationalwahlen

### Wahlkampf
In vielen Bereichen war der Wahlkampf eine Wiederholung der Präsidentschaftswahl 1796. Dem amtierenden Präsidenten Adams wurde von der Opposition vorgeworfen, sich Großbritannien gegenüber zu freundlich und Frankreich gegenüber zu feindlich zu verhalten. Außerdem lehnten die Republikaner die Alien and Sedition Acts vehement ab. Aber auch seine eigene Partei war unzufrieden mit Adams, weil er ihr zu gemäßigt erschien. Der Parteivorsitzende der Föderalisten, Alexander Hamilton, versuchte im Hintergrund deren Vizepräsidentenkandidaten Charles Cotesworth Pinckney zum Wahlsieg zu verhelfen. Adams geriet auch in Verlegenheit, als ein ihm gegenüber kritischer Brief Hamiltons an die Öffentlichkeit gelangte.
Der Wahlkampf war erneut durch Bitterkeit und aggressive Parolen bestimmt. Die Föderalisten bezeichneten die Republikaner als Radikale und beschuldigten sie, politische Gegner zu ermorden, Kirchen niederzubrennen und das Land zu zerstören. Andererseits bezichtigten die Republikaner Adams, sich selbst zum König krönen zu wollen und eine dynastische Heirat mit dem Vereinigten Königreich zu planen.

### Wahlen
Da jeder Bundesstaat den Wahltag selbst festlegen konnte, dauerte die Abstimmung von April bis Oktober. Die Föderalisten und die Republikaner hatten eine Stimmengleichheit von 65 Stimmen, bis der letzte Bundesstaat South Carolina acht republikanische Wahlmänner ernannte und damit Jefferson und Burr zum Sieg verhalf.

### Kandidaten

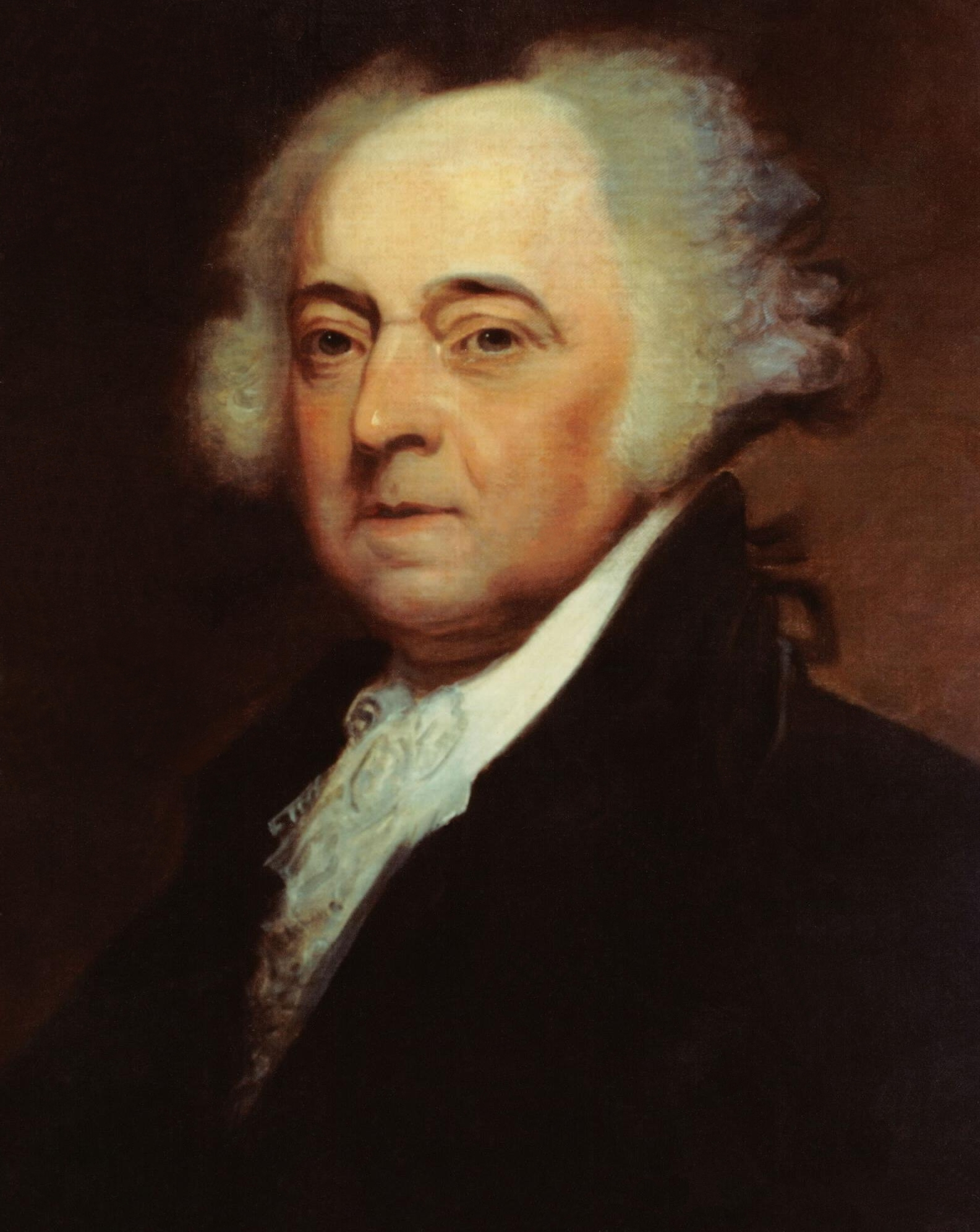
John Adams
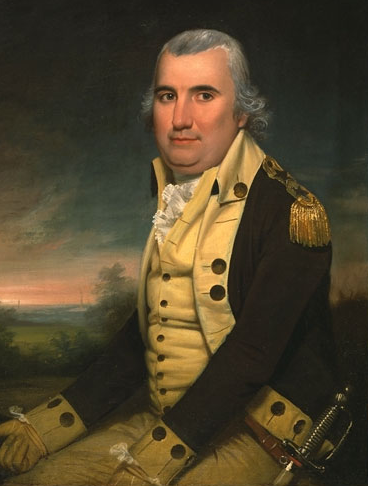
Charles C. Pinckney
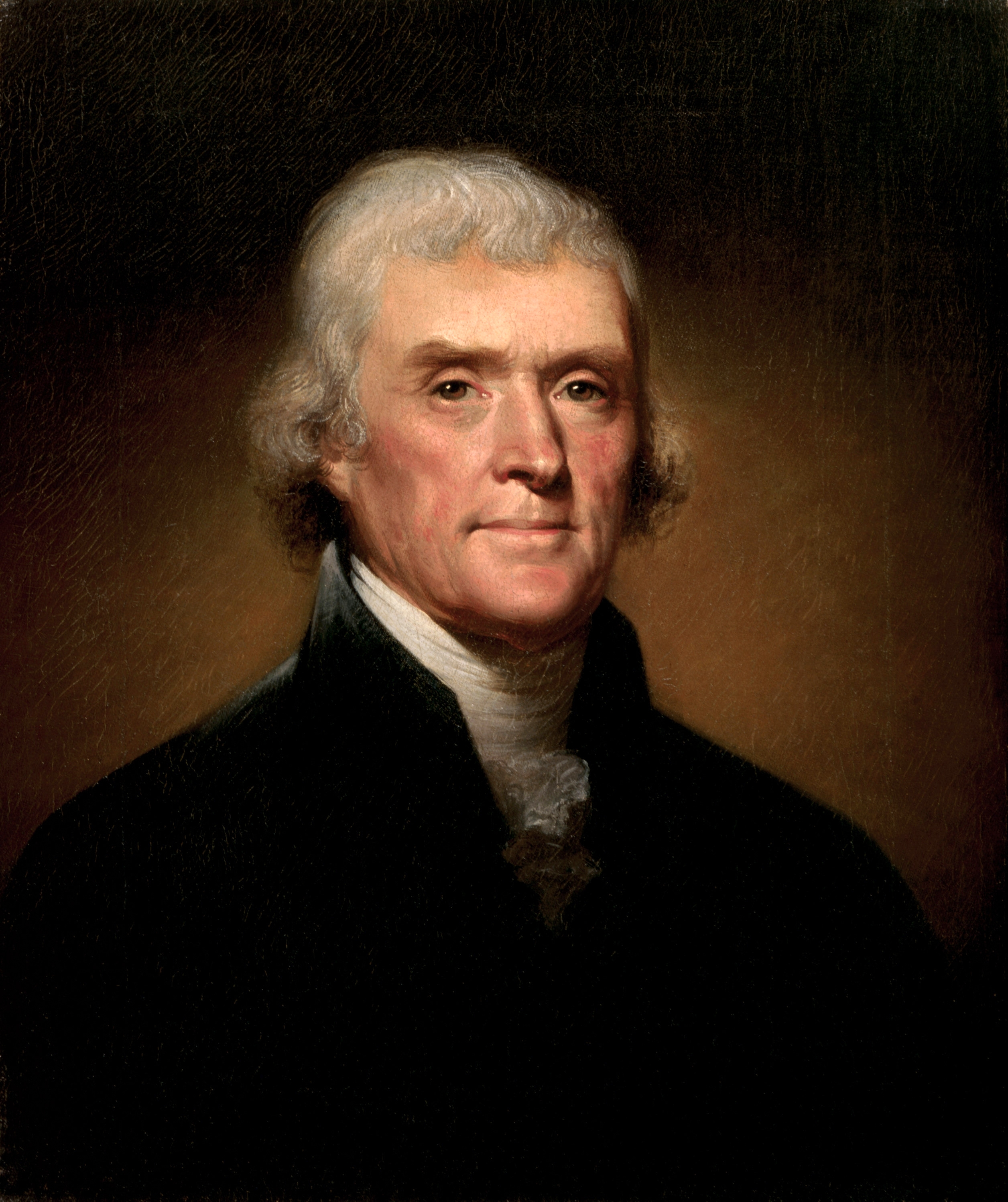
Thomas Jefferson
Aaron Burr

- John Adams, amtierender Präsident der Vereinigten Staaten, aus Massachusetts
- Charles Cotesworth Pinckney, ehemaliger Gesandter in Frankreich, aus South Carolina
- Thomas Jefferson, amtierender Vizepräsident der Vereinigten Staaten, aus Virginia
- Aaron Burr, ehemaliger Senator für New York

### Wahlergebnis
Die Wahl hatte die folgenden Ergebnisse:
| Kandidat                    | Partei            | Partei                  | Heimatstaat       | Volkswahl1        | Volkswahl1        | Wahlmänner |
| Kandidat                    | Partei            | Partei                  | Heimatstaat       | Anzahl            | Prozent           | Wahlmänner |
| --------------------------- | ----------------- | ----------------------- | ----------------- | ----------------- | ----------------- | ---------- |
| Thomas Jefferson            |                   | Demokraten-Republikaner | Virginia          | 41.330            | 61,4 %            | 73         |
| Aaron Burr                  |                   | Demokraten-Republikaner | New York          | —                 | —                 | 73         |
| John Adams                  |                   | Föderalist              | Massachusetts     | 25.592            | 38,6 %            | 65         |
| Charles Cotesworth Pinckney |                   | Föderalist              | South Carolina    | —                 | —                 | 64         |
| John Jay                    |                   | Föderalist              | New York          | —                 | —                 | 1          |
| Summe                       | Summe             | Summe                   | Summe             | 67.782            | 100 %             | 276        |
| Zum Sieg benötigt           | Zum Sieg benötigt | Zum Sieg benötigt       | Zum Sieg benötigt | Zum Sieg benötigt | Zum Sieg benötigt | 70         |

1Volkswahlzahlen sind nur bedingt anwendbar, da erstens nur sechs der 16 Bundesstaaten überhaupt eine Volkswahl durchführten, zweitens die Regeln vor der Verabschiedung des 12. Zusatzartikels Volkswahlergebnisse verzerren und drittens die Bundesstaaten mit Volkswahl das Wahlrecht gewöhnlich von bestimmtem Landbesitz abhängig machten.

## Verfassungskrise
Entsprechend der damals geltenden Verfassung hatte jeder Wahlmann im Electoral College zwei Stimmen, die nicht für die gleiche Person abgegeben werden durften. Der Kandidat mit der größten Stimmanzahl wurde zum Präsidenten, der Kandidat mit der zweithöchsten Stimmanzahl zum Vizepräsidenten ernannt. Diese Verfassungsregelung zur Stimmabgabe führte bei der Wahl 1796 dazu, dass Präsident und Vizepräsident verschiedenen Parteien angehörten.
Um dies zu umgehen, hatten die Republikaner geplant, dass genau einer ihrer Wahlmänner für Jefferson, aber nicht für Aaron Burr stimmen sollte. Damit wäre Jefferson im Jahr 1800 Präsident und Aaron Burr Vizepräsident geworden. Dieser Plan scheiterte allerdings, als beide Kandidaten mit 73 Stimmen ein Patt erreichten. Die Verfassung schrieb für diesen Fall eine Nachwahl im Repräsentantenhaus der vergangenen Wahlperiode vor. Während die Föderalisten bei der Wahl 1800 ihre Mehrheit verloren, hatten sie in der für die Präsidentenwahl relevanten Zusammensetzung noch die Mehrheit und wollten die Chance nutzen, die aus ihrer Sicht fatale Wahl Jeffersons doch noch um jeden Preis zu verhindern, wobei sie sich auch nicht auf die Wahl Burrs verständigen konnten, den ein Teil der Föderalisten im Gegenzug für seine unverhoffte Wahl zum Präsidenten in deren politisches Lager ziehen wollte.

## Stichwahl im Repräsentantenhaus
Die Abgeordneten im Repräsentantenhaus stimmten verfassungsgemäß nach Bundesstaaten ab. Eine absolute Mehrheit der Staaten war nötig, um einen Sieger zu bestimmen. Aufgrund der Mehrheitsverhältnisse wollten die Föderalisten weder für Jefferson noch Burr stimmen. Im Laufe von sechs Tagen kam es entsprechend zu 35 Wahlgängen ohne erforderliche absolute Mehrheit, wobei Jefferson jedes Mal eine relative Mehrheit von acht Staaten erreichte. Schließlich erklärten eine Reihe Föderalisten um James A. Bayard, dass ein friedlicher Machtwechsel nur mit Unterstützung der Föderalisten möglich sein würde. Am 17. Februar 1801, nur 15 Tage vor dem in der Verfassung festgelegten Tag der Amtseinführung, wurde Jefferson dann im 36. Wahlgang zum dritten Präsidenten gewählt. Zehn Bundesstaaten stimmten für Jefferson, vier für Burr und zwei enthielten sich der Stimme.
| 11.–17. Februar 1801, 1.–35. Wahlgang                                          | 11.–17. Februar 1801, 1.–35. Wahlgang | 11.–17. Februar 1801, 1.–35. Wahlgang | 11.–17. Februar 1801, 1.–35. Wahlgang |
| Kandidat                                                                       | Kandidat                              | Stimmen                               | %                                     |
| ------------------------------------------------------------------------------ | ------------------------------------- | ------------------------------------- | ------------------------------------- |
|                                                                                | Thomas Jefferson                      | 8                                     | 50.00                                 |
|                                                                                | Aaron Burr                            | 6                                     | 37.5                                  |
|                                                                                | geteilt                               | 2                                     | 12.5                                  |
| Gesamt:                                                                        | Gesamt:                               | 16                                    | 100                                   |
| Absolute Mehrheit:                                                             | Absolute Mehrheit:                    | 9                                     | >50                                   |
| 17. Februar 1801, 36. Wahlgang                                                 |                                       |                                       |                                       |
| Kandidat                                                                       | Kandidat                              | Stimmen                               | %                                     |
|                                                                                | Thomas Jefferson                      | 10                                    | 62.5                                  |
|                                                                                | Aaron Burr                            | 4                                     | 25.0                                  |
|                                                                                | Nicht abgegeben                       | 2                                     | 12.5                                  |
| Gesamt:                                                                        | Gesamt:                               | 16                                    | 100                                   |
| Absolute Mehrheit:                                                             | Absolute Mehrheit:                    | 9                                     | >50                                   |
| Ergebnis: Thomas Jefferson als Präsident, Aaron Burr als Vizepräsident Gewählt |                                       |                                       |                                       |

| Staat          | 1. Wahlgang            | 1. Wahlgang            | 1. Wahlgang           | 2.–35. Wahlgang        | 2.–35. Wahlgang        | 2.–35. Wahlgang      | 36. Wahlgang            | 36. Wahlgang           | 36. Wahlgang           | 36. Wahlgang             |
| -------------- | ---------------------- | ---------------------- | --------------------- | ---------------------- | ---------------------- | -------------------- | ----------------------- | ---------------------- | ---------------------- | ------------------------ |
| Staat          |                        |                        |                       |                        |                        |                      |                         |                        |                        |                          |
| Staat          | Jefferson              | Burr                   | Nicht Abgegeben       | Jefferson              | Burr                   | Nicht Abgegeben      | Jefferson               | Burr                   | Nicht Abgegeben        | Gesamt                   |
| Connecticut    | 0                      | 7                      | 0                     | 0                      | 7                      | 0                    | 0                       | 7                      | 0                      | 7                        |
| Delaware       | 0                      | 1                      | 0                     | 0                      | 1                      | 0                    | 0                       | 0                      | 1                      | 1                        |
| Georgia        | 1                      | 0                      | 0                     | 1                      | 0                      | 0                    | 1                       | 0                      | 0                      | 1                        |
| Kentucky       | 2                      | 0                      | 0                     | 2                      | 0                      | 0                    | 2                       | 0                      | 0                      | 2                        |
| Maryland       | 4                      | 4                      | 0                     | 4                      | 4                      | 0                    | 4                       | 0                      | 4                      | 8                        |
| Massachusetts  | 3                      | 11                     | 0                     | 3                      | 11                     | 0                    | 3                       | 11                     | 0                      | 14                       |
| New Hampshire  | 0                      | 4                      | 0                     | 0                      | 4                      | 0                    | 0                       | 4                      | 0                      | 4                        |
| New Jersey     | 3                      | 2                      | 0                     | 3                      | 2                      | 0                    | 3                       | 2                      | 0                      | 5                        |
| New York       | 6                      | 4                      | 0                     | 6                      | 4                      | 0                    | 6                       | 4                      | 0                      | 10                       |
| North Carolina | 9                      | 1                      | 0                     | 6                      | 4                      | 0                    | 6                       | 4                      | 0                      | 10                       |
| Pennsylvania   | 9                      | 4                      | 0                     | 9                      | 4                      | 0                    | 9                       | 4                      | 0                      | 13                       |
| Rhode Island   | 0                      | 2                      | 0                     | 0                      | 2                      | 0                    | 0                       | 2                      | 0                      | 2                        |
| South Carolina | 0                      | 5                      | 0                     | 1                      | 3                      | 1                    | 0                       | 0                      | 5                      | 5                        |
| Tennessee      | 1                      | 0                      | 0                     | 1                      | 0                      | 0                    | 1                       | 0                      | 0                      | 1                        |
| Vermont        | 1                      | 1                      | 0                     | 1                      | 1                      | 0                    | 1                       | 0                      | 1                      | 2                        |
| Virginia       | 16                     | 3                      | 0                     | 14                     | 5                      | 0                    | 14                      | 5                      | 0                      | 19                       |
| Gesamt         | 8 Staaten (55 Stimmen) | 6 Staaten (49 Stimmen) | 2 Staaten (0 Stimmen) | 8 Staaten (51 Stimmen) | 6 Staaten (52 Stimmen) | 2 Staaten (1 Stimme) | 10 Staaten (50 Stimmen) | 4 Staaten (43 Stimmen) | 2 Staaten (11 Stimmen) | 16 Staaten (104 Stimmen) |

## Ernennung der Wahlmänner
In dieser Wahl wurden Wahlmänner wie folgt benannt:
| Bundesstaat(en)                    | Ernennungsmethode |
| ---------------------------------- | --- |
| Kentucky, Maryland, North Carolina | Teilung des Bundesstaats in Wahlkreise mit einem Wahlmann pro Wahlkreis nach Mehrheitswahlrecht                                                                                                 |
| Rhode Island, Virginia             | Alle Wahlmänner von den Wahlberechtigten des Bundesstaats bestimmt |
| Tennessee                          | - Bundesstaat in Wahlkreise eingeteilt - Jedes County im Wahlkreis bestimmt mittels allgemeiner Wahl einen Countyvertreter - Countyvertreter bestimmen gemeinsam den Wahlmann für den Wahlkreis |
| alle anderen                       | Wahlmänner von der Legislative des Bundesstaats ernannt |